# 영암 구림리 요지
영암 구림리 요지(靈岩 鳩林里 窯址)는 대한민국 전라남도 영암군 군서면에 있는 남북국 시대 신라의 토기가마이다. 1990년 10월 31일 대한민국의 사적 제338호로 지정되었다.

## 개요
요지란 도자기, 기와, 그릇을 굽던 가마터를 말한다.
월출산 남서쪽의 남송정마을로 들어가는 우측 구릉에 있다. 이 곳에서 2기의 가마터가 발굴되었는데, 가마는 길이 4.7m, 폭 2.3m의 반지하식으로 아래부분은 넓고 위로 갈수록 좁아지는 모양을 하고 있다. 회흑색 토기 조각을 비롯해 다양한 용도와 모양의 자기들이 발견되었다. 대체로 10세기 전반을 중심으로 하는 시기에 제작활동을 하였던 것으로 보인다.
영암 구림리 요지는 통일신라시대에서 고려시대로 옮겨가는 전환기의 가마터이다. 반지하식으로 굽는방을 1개만 가진 가마의 구조나 발전된 도자기조각의 특징으로 보아 매우 중요한 것이다.

## 참고 자료
- 영암 구림리 요지 - 국가유산청 국가유산포털